# Urziceni (Ialomița)
Pour les articles homonymes, voir Urziceni.
Urziceni est une ville de Roumanie située dans le județ de Ialomița, qui a une population de 17 089 habitants.
Fondée par des bergers roumains, son nom provient du mot urzică (ortie). Le lieu est mentionné pour la première fois par un écrit du 23 avril 1596, pendant le règne de Michel Ier. Urziceni obtient le statut de ville de foire et en 1895 le statut de ville. Elle est durant 117 ans, de 1716 à 1833, le chef-lieu du județ de Ialomița.
Le club de football de la ville est l'Unirea Urziceni, champion de Roumanie en 2009 qui participe à la Ligue des Champions 2009/2010.

## Démographie
Lors du recensement de 2011, 88,07 % de la population se déclarent roumains et 2,88 % comme roms (8,86 % ne déclarent pas d'appartenance ethnique).

## Politique
| Parti | Parti                                      | Sièges |
| ----- | ------------------------------------------ | ------ |
|       | Parti social-démocrate (PSD)               | 8      |
|       | Parti national libéral (PNL)               | 7      |
|       | Alliance des libéraux et démocrates (ALDE) | 2      |